# Dharmaling Buddhista Közösség
A Dharmaling Buddhista Közösség egy többnyire nyugaton tevékenykedő szervezet. A Gelugpa leszármazást követve a szervezet vezetője – a nyugaton újjászületett és a tibeti közösség által hivatalosan elismert tulku, Shenphen Rinpocse Láma nonszektariánus (rime) típusú megközelítést képvisel.
A Dharmaling tanítások és gyakorlatok hagyományosak, azonban a nyugati emberek számára hozzáférhetővé, az általuk élt életben alkalmazhatóvá lettek formálva. Három különböző országban létezik rendszeres tanítói program, időszakosabb tanítások az olyan országokban vannak, ahol tanulócsoport létezik. Évente elvonulásokat és szemináriumokat is szerveznek.
A Dharmaling humanitáriánus területeken is aktív az 1989-ben létrehozott Amchi nonprofit szervezeten keresztül.
A Dharmaling regisztrált vallási közösség és alapítvány.

## Háttér
Kezdet
A Dharmaling létezése Shenphen Rinpocse Láma személyében vezetőjének tevékenységein, valamint a különböző országokban élő követők vagy érdeklődők által kifejezett kéréseken alapul. A szervezet azért jött létre, hogy ezen igényeknek, kéréseknek jobban eleget lehessen tenni. A Dharmaling nonprofit szervezete először Franciaországban és Spanyolországban kezdte meg tevékenységét, majd Szlovéniába költözött, ahol a továbbiakban meg is maradt és fejlődni kezdett.
A Dharmaling jelenleg regisztrált vallási közösség Szlovéniában és Magyarországon, Ausztriában és Oroszországban nonprofit szervezetként létezik. E fő ágak mellett számos, leginkább tanulócsoportként szerveződő csoport van, akik Shenphen Rinpocse Láma látogatásait szervezik adott időközönként.
Shenphen Rinpocse Lámának rendszeres tanítási programja van Szlovéniában, Ausztriában és Magyarországon, olyan hagyományos szövegeket követve, mint az „A Bodhiszattva 37 gyakorlata”, a ”Lam Rim”, „Az éles fegyverek kereke”, a ”Szív szútra”, „Lobdzsong”, … de ad tanításokat általánosabb témákban is, hogy rávilágítson néhány fogalom értelmére, és hogy megtalálják a módját a mindennapi életben való gyakorlásnak. Ilyen téma a „Béke és üresség”, „Hogyan bánjunk az érzelmekkel”, „A Vadzsrajána ösvényre lépés”, „A bódhicsitta gyakorlása a mindennapi életben”.
Bővülés
A Dharmaling Szlovéniában megtelepedve, vallási közösségként állami nyilvántartásba véve gyorsan az ország leginkább fejlődő vallási csoportjává vált. A szociológusok komoly érdeklődést mutattak a mozgalom iránt, majd közelebbről kezdték vizsgálni a közösséget. Mára e tanulmányozás együttműködéssé fejlődött, és Shenphen Rinpocse Lámát rendszeresen hívják iskolákba, főiskolákra és egyetemekre, hogy bemutassa a buddhizmust és válaszoljon a különböző kérdésekre.
Szlovéniában való megerősödésével a Dharmaling Magyarországon is be lett jegyezve vallási közösségként, ahol szervezettebbé válva rendszeres tanítások és gyakorlások kezdődtek. A különböző gyakorlók és rendszeres látogatók igényeire és kéréseire válaszolva a Dharmaling különválasztotta az egyházközösségi és az inkább valamennyi szervezési és financiális területeknek szánt alapítványi tevékenységeket. Nem sokkal ez után ingatlan vásárlására került sor Ljubljanában, ami Szlovénia első felszentelt buddhista temploma lett. A Dharmalingnek Magyarországon is felajánlottak egy lakást használatra, amivel lehetővé vált egy kis templomnak a berendezése, és ami a helyi közösség rendszeres tevékenységeinek és gyakorlásainak is teret ad.

## Spirituális tanítók és leszármazás
Shenphen Rinpocse Láma, a szervezet legfőbb tanítója és spirituális vezetője Franciaországban született 1969-ben. Shenphen Láma formálisan 16 évesen kötelezte el magát a buddhizmus mellett, amikor menedéket vett, és a Nálanda kolostorba lépve szerzetessé vált. 1990-ben, 21 évesen Őszentségétől a Dalaï Lámától Rinpocse megkapta a teljes szerzetesi felszentelést Dharamszalában. Rinpocse a Kharnang kolostori (Kham) Gendun Rabgye Láma Tulkuja.
A Dharmaling törekszik a buddhizmus különböző leszármazásaiból való tanítók meghívására. Rendszeresen hívnak meg napokra vagy néhány hónapra geshéket és lámákat. A Dharmaling vendég tanítóként fogadhatta a lharampa geshe Geshe Khedrupot a Szera-Dzse kolostorból, és Tulku Gyacot, egy khami (Tibet) Rinpocsét.
Leszármazás
A tanítások és a gyakorlatok átadási vonala főként a Gelugpa hagyományból származik, de vannak a Nyingma és a Kagyüpa iskolából is. Shenphen Rinpocse Láma tanácsai alapján, és a gyakorlók összezavarásának elkerülése végett a fő gyakorlatok többnyire gelugpák. Haladóbb gyakorlók alkalmasak más hagyományokból származó szövegek követésére is. Tanítások adhatóak a buddhizmus négy különböző iskolájának hagyományai szerint (Gelug, Szakja, Kagyü, Nyingma) – a kapott átadás típusától függően.
Shenphen Rinpocse Láma fő tanítójának Gomo Tulkut, Thubten Zopa Rinpocse Lámát, Kenszur Rinpocse Geshe Tekcsogot, Őszentsége a Dalai Lámát és Gendune Rinpocse Lámát tartja.

## Szangha
A Dharmaling Szangha a hagyományos, felszentelt Szanghából – a Rabdzsungtól a Gelongig, különböző szintű felszentelésekkel rendelkező szerzetesekből és szerzetesnőkből áll, de bővebb értelemben a közösség áll az egyes országok világi gyakorlóiból is. Miután a központ Szlovéniában van és alkalmas látogatók fogadására, gyakran a különböző országok gyakorlóinak érdekes, vegyes csoportja a résztvevője az egyes tevékenységeknek.

## Tevékenységek és finanszírozásuk
Tanítási program
A Dharmaling programja (Dharmaling Program) a hagyományos szövegek tanításából és általánosabb előadásokból áll. Az idő és hely teremtette feltételeknek megfelelően néha egy adott szöveget több hónapon keresztül véve Rinpocse vagy előadássorozat mellett dönt, vagy egy konkrét témáról beszél.
Amikor Rinpocse úgy gondolja, hogy az alapok meg lettek értve, és rendszeres gyakorlás vette kezdetét, akkor megadja az alapvető istenségek beavatásait, vagy más lámákat hív meg átadásukra. A gyakorlat szövegét lefordítják az ország nyelvére és elmagyarázzák.
Gyakorlások
A szervezet különféle gyakorlásokat és szertartásokat tart (Different practices and rituals). A mindenki számára nyitott, rendszeres, nyilvános gyakorlásoktól kezdve – mint az összpontosító és analitikus meditáció és az ország nyelvére lefordított hagyományos szöveg követésével történő rendszeresen végzett néhány Buddha gyakorlat – az összetettebb szertartásokig, esetenként problémákkal vagy betegséggel küzdő személyek kérésére vagy elhunytért. A Dharmaling ajánl kórházakban való látogatást, vagy vallási szolgálatot elhunytért.
Gyógyítás
Elismert kézrátételes gyógyítóként Shenphen Rinpocse Lámát sok országból gyakran kérik képességei miatt, hogy segítsen és kezével különféle betegségeket gyógyítson. Shenphen Rinpocse Láma gyógyító képességeit együttesen használja a problémáknak és megoldásuknak buddhista értelmezésével. Jóslási képességei miatt is megkeresik, és kérésre “mo”-t csinál.
Humanitáriánus tevékenységek
A nonprofit, 1989 óta szponzorrendszerként működő Amchi szervezeten keresztül sikeressé vált, és mára több mint 60 gyereket és felnőttet támogat Tibetben, Nepálban és Indiában. Nagy körültekintéssel az Amchi ügyel arra, hogy csak olyan jelentkezőket fogad el, akik szükséget szenvednek, és akiknél a támogatás felhasználása ellenőrizhető.
Az Oroszországban, Szlovéniában és Tibetben is tevékeny Amchi részt vesz az országok különféle egészségügyi és oktatási projektjeiben. Anyagilag hozzájárult gyógyszertárak és mosdók építéséhez, Oroszországban rendszeresen ruhákat és orvosságot szállított árvaházakba és kórházakba, Szlovéniában az Amchi szappan, ruhák stb. különféle eszközök gyűjtésén és szétosztásán keresztül aktív.
Finanszírozás
A Dharmaling azon kevés szervezetek egyike, mely valamennyi tevékenységét adományokra alapozza. Az összes tanítás, gyakorlás és beavatás ingyenes. Más helyeken tartott szemináriumok esetén a kért díj a szervezési költségeket és a szállást takarja. A tagokat bátorítják, hogy érezzék magukat felelősnek, és megértsék a financiális részvétel szükségességét a fennmaradás, a szervezet projektjeinek és a buddhizmus egészének érdekében.